# Bullshot
Bullshot is een Britse komische film uit 1983, onder regie van Dick Clement. De hoofdrollen worden vertolkt door Alan Shearman, Diz White en Ronald E. House. De naam komt van een parodie op de film Bulldog Drummond uit 1929, waarbij het hoofdpersonage elementen van Drummond en Biggles bevat. Shearman en White hernamen voor deze film hun rollen uit het toneelstuk.

## Verhaal
Professor Fenton heeft een revolutionaire nieuwe methode ontwikkeld voor de productie van synthetische benzine. Graaf Otto von Bruno ontvoert de wetenschapper om de formule te bemachtigen. Fentons dochter Rosemary wendt zich vervolgens tot Kapitein Hugh "Bullshot" Crummond voor hulp. Crummond is een Britse gevechtspiloot uit de Eerste Wereldoorlog, Olympisch atleet, coureur en parttime speurder. Hij was vaak betrokken bij luchtgevechten met de graaf, zijn Duitse aartsvijand. Terwijl Crummond and Rosemary de graaf opsporen en de confrontatie aangaan, draagt Rosemary onbewust het ontbrekende deel van de formule de hele tijd bij zich in een medaillon.

## Rolverdeling
| Acteur           | Personage                         |
| ---------------- | --------------------------------- |
| Alan Shearman    | Kapitein Hugh "Bullshot" Crummond |
| Diz White        | Rosemary Fenton                   |
| Ronald E. House  | Graaf Otto van Bruno              |
| Frances Tomelty  | Lenya von Bruno                   |
| Michael Aldridge | Professor Rupert Fenton           |
| Christopher Good | Lord Binky Brancaster             |
| Ron Pember       | Dobbs                             |
| Mel Smith        | Crouch                            |
| Billy Connolly   | Hawkeye McGillicuddy              |
| Geoffrey Bayldon | Colonel Hinchcliff                |